# Moldávia nos Jogos Olímpicos de Verão de 2008
A Moldávia participou dos Jogos Olímpicos de Verão de 2008, em Pequim, na China. O país estreou nos Jogos em 1996 e esta foi sua 4ª apresentação. Atletas da Moldávia também integraram equipes da União Soviética (entre 1952 e 1988) e a Equipe Unificada de 1992.

## Medalhas
| Atleta          | Esporte | Evento    | Medalha |
| --------------- | ------- | --------- | ------- |
| Veaceslav Gojan | Boxe    | Peso galo | Bronze  |

## Desempenho

### Boxe
| Atleta          | Peso       | 1/16 de final           | 1/8 de final              | 1/4 de final           | Semifinais             | Final                  | Pos.              |
| Atleta          | Peso       | Adversário e resultado  | Adversário e resultado    | Adversário e resultado | Adversário e resultado | Adversário e resultado | Pos.              |
| --------------- | ---------- | ----------------------- | ------------------------- | ---------------------- | ---------------------- | ---------------------- | ----------------- |
| Veaceslav Gojan | Galo       | BLR K. Khatsigov V +1-1 | CHN Gu Y. V 13-6          | IND A. Kumar V 10-3    | MGL E. Uugan D 15-2    | Não avançou            | Medalha de bronze |
| Vitalie Gruşac  | Meio-médio | AUS G. O'Mahony V 7-2   | KAZ B. Sarsekbayev D RSCI | Não avançou            | Não avançou            | Não avançou            | Não avançou       |

### Ciclismo de estrada
Masculino
| Atleta              | Prova              | Tempo            | Pos. |
| ------------------- | ------------------ | ---------------- | ---- |
| Aleksandr Pliuschin | Corrida em estrada | 6:39:42 (+15:53) | 75º  |

### Ciclismo de pista
Masculino
| Atleta             | Prova                  | Qual.    | Qual. | 1ª fase                | 1ª fase     | Finais                 | Finais      |
| Atleta             | Prova                  | Tempo    | Pos.  | Adversário e resultado | Pos.        | Adversário e resultado | Pos.        |
| ------------------ | ---------------------- | -------- | ----- | ---------------------- | ----------- | ---------------------- | ----------- |
| Alexandr Pliuschin | Perseguição individual | 4:35.438 | 17    | Não avançou            | Não avançou | Não avançou            | Não avançou |

### Judô
Masculino
| Atleta      | Categoria | Preliminar             | 1/16 de final                   | 1/8 de final           | 1/4 de final           | Semifinais             | Repescagem 1ª fase     | Repescagem 2ª fase     | Repescagem Semifinais  | Final                  |
| Atleta      | Categoria | Adversário e resultado | Adversário e resultado          | Adversário e resultado | Adversário e resultado | Adversário e resultado | Adversário e resultado | Adversário e resultado | Adversário e resultado | Adversário e resultado |
| ----------- | --------- | ---------------------- | ------------------------------- | ---------------------- | ---------------------- | ---------------------- | ---------------------- | ---------------------- | ---------------------- | ---------------------- |
| Sergiu Toma | −73 kg    |                        | GEO D. Kevkhishvili D 0021-0010 | Não avançou            | Não avançou            | Não avançou            | Não avançou            | Não avançou            | Não avançou            | Não avançou            |

### Halterofilismo
Masculino
| Atleta            | Categoria | Arranque | Arranque | Arremesso | Arremesso | Total | Pos. |
| Atleta            | Categoria | Res.     | Pos.     | Res.      | Pos.      | Total | Pos. |
| ----------------- | --------- | -------- | -------- | --------- | --------- | ----- | ---- |
| Igor Grabucea     | -56 kg    | 109      | 16       | 130       | 15        | 239   | 15   |
| Alexandru Dudoglo | -69 kg    | 145      | 11       | 172       | 9         | 317   | 9    |
| Andrei Gutu       | -77 kg    | 145      | 17       | 160       | 21        | 305   | 20   |
| Evgheni Bratan    | -94 kg    | 170      | 12       | 200       | 13        | 370   | 13   |
| Vadim Vacarciuc   | -94 kg    | 168      | 13       | 205       | 12        | 373   | 12   |

### Lutas
Livre
| Atleta          | Categoria        | Qualif.                | 1/8 de final                   | 1/4 de final              | Semifinais             | Repescagem 1ª fase     | Repescagem 2ª fase     | Final                  |
| Atleta          | Categoria        | Adversário e resultado | Adversário e resultado         | Adversário e resultado    | Adversário e resultado | Adversário e resultado | Adversário e resultado | Adversário e resultado |
| --------------- | ---------------- | ---------------------- | ------------------------------ | ------------------------- | ---------------------- | ---------------------- | ---------------------- | ---------------------- |
| Nicolai Ceban   | −96 kg masculino | HUN G. Kiss D 3-5, 0-5 | Não avançou                    | Não avançou               | Não avançou            | Não avançou            | Não avançou            | Não avançou            |
| Ludmila Cristea | −55 kg feminino  |                        | VEN M. Andrade V 0-1, 3-3, 3-3 | JPN S. Yoshida D 1-2, 0-4 | Não avançou            | Não avançou            | Não avançou            | Não avançou            |

### Tiro
Masculino
| Atleta            | Prova            | Qual.  | Qual. | Final       | Final       | Pos. |
| Atleta            | Prova            | Escore | Pos.  | Escore      | Pos.        | Pos. |
| ----------------- | ---------------- | ------ | ----- | ----------- | ----------- | ---- |
| Ghenadie Lisoconi | Tiro rápido 25 m | 567    | 12    | Não avançou | Não avançou | 12   |